# 匹茨堡 (阿肯色州)
匹茨堡（英語：Pittsburg）是位於美國阿肯色州約翰遜縣的一個非建制地區。該地的面積和人口皆未知。

## 地理
匹茨堡的座標為35°26′02″N 93°22′34″W / 35.43389°N 93.37611°W，而該地的平均海拔高度為米（即英尺）。